# Burnupena papyracea
Burnupena papyracea, tên tiếng Anh: papery burnupena, là một loài ốc biển, là động vật thân mềm chân bụng sống ở biển trong họ Buccinidae.